# Allies
Allies is een muziekalbum van Crosby, Stills & Nash uit 1983. War games is het enige nummer van het album dat op een single werd uitgebracht.
Deze plaat had eigenlijk tegelijk met de speelfilm WarGames moeten uitkomen, waarvoor hun gelijknamige nummer als soundtrack had moeten dienen. Het was ook al enkele malen gebruikt in vroege trailers. Op het allerlaatst werd het nummer toch niet gebruikt, waarvoor vooral politieke redenen zouden hebben gegolden.
David Crosby was slechts betrokken bij de tekst van het nummer Shadow captain en zong en speelde her en der mee, zoals in een cover van Joni Mitchell. Hij had op dat moment problemen met drugs en om die reden ook met justitie. Ook staat er nog een cover van The Beatles op het album, namelijk Blackbird. Verder staan er nog enkele eerdere nummers op, zoals Wasted on the way van Graham Nash en For what it's worth dat Stephen Stills schreef toen hij in Buffalo Springfield meespeelde.
Het album belandde op nummer 43 van de Billboard 200 en op nummer 39 in Nederland. Er was ook een hitnotering in bijvoorbeeld Duitsland maar niet in België.

## Nummers
| Nummer | Naam                         | Geschreven door                                | Duur |
| ------ | ---------------------------- | ---------------------------------------------- | ---- |
| A1     | War games                    | Stephen Stills                                 | 2:18 |
| A2     | Raise a voice                | Graham Nash en Stephen Stills                  | 2:31 |
| A3     | Turn your back on love       | Graham Nash, Stephen Stills en Michael Stergis | 5:04 |
| A4     | Barrel of pain               | Graham Nash                                    | 5:46 |
| A5     | Shadow captain               | Craig Doerge en David Crosby                   | 4:30 |
| B1     | Dark star                    | Stephen Stills                                 | 4:48 |
| B2     | Blackbird                    | John Lennon en Paul McCartney                  | 2:30 |
| B3     | He played real good for free | Joni Mitchell                                  | 3:48 |
| B4     | Wasted on the way            | Graham Nash                                    | 2:37 |
| B5     | For what it's worth          | Stephen Stills                                 | 5:38 |

David Crosby · Stephen Stills · Graham Nash · Neil Young